# Себастијано Венијер
Себастијано Венијер (итал. Sebastiano Venier; Венеција, 1496 — Венеција, 3. март 1578) је био млетачки дужд, брат пароског лорда Никола Венијера и стриц султаније Нурбану.

## Биографија
Себастијано је рођен 1496 од оца Мосеа и мајке Елене. Био је адвокат, до 1570, када је постао прокуратор. Био је адмирал у Лепантском боју. На престо је дошао 11. јуна, 1577. а само годину касније је умро.